# Musculus rectococcygeus
Der Musculus rectococcygeus („Mastdarm-Steißbein-Muskel“) ist ein glatter Muskel im Bereich des Beckens. Es handelt sich um eine dünne Muskelplatte, die vom zweiten und dritten Steißbeinwirbel in die Längsmuskelschicht (Stratum logitudinale) des Mastdarms einstrahlt. Vergleichend-anatomisch gehört er zur Schwanzmuskulatur im weiteren Sinne.